# 卡利尼夫卡 (卡霍夫卡區)
46°39′22″N 33°46′41″E / 46.65611°N 33.77806°E
卡利尼夫卡（烏克蘭語：Калинівка）是位於烏克蘭南部的村莊，由赫爾松州卡霍夫卡區的澤萊尼皮德市鎮負責管轄。該村始建於1923年，面積0.34平方公里，海拔高度42米，2001年人口521，人口密度每平方公里1,527.9人。